# Казета (Асти)
Казета је насеље у Италији у округу Асти, региону Пијемонт.
Према процени из 2011. у насељу је живело 17 становника. Насеље се налази на надморској висини од 182 м.